# Johan Tobias Sergel
Johan Tobias Sergel (Estocolmo, 28 de agosto de 1740-mismo lugar, 26 de febrero de 1814 fue un importante escultor neoclasicista sueco.
Era el hijo del decorador Christoffer Sergel y Elisabet, y hermano de la decoradora Anna Brita Sergel. Su primer maestro fue Pierre Hubert Larchevêque. Después de estudiar durante algún tiempo en París, se fue a Roma.
Reclamado por Gustavo III, Sergel regresó a Estocolmo en 1779 y continuó produciendo sus obras allí. Entre estas se encuentran la tumba para Gustavo I de Suecia, un monumento a Descartes, y una obra sobre de la Resurrección en la iglesia de Saint Clarens en la capital sueca. Formó parte importante de la élite artística en Estocolmo y tuvo una relación con la actriz célebre Fredrique Löwen siendo posiblemente el padre de uno de sus hijos.
El Museo del Prado posee un conjunto escultórico suyo.

## Obra selecta
- Amor y Psiquis.

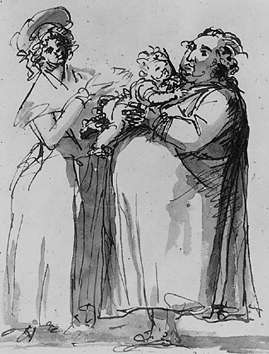
Retrato en familia (1793).

- Busto de la reina Sofía Magdalena de Dinamarca.
- Monumento a Descartes.
- Monumento fúnebre de Gustavo I de Suecia.